# Сушкевич, Чеслав Николаевич
Чеслав Николаевич Сушкевич (1 сентября 1918; Саратов — 9 июля 1991) — советский актёр театра и кино.

## Биография
Родился 1 сентября 1918 года в Саратове, в семье медицинских работников. Отец работал врачом-эпидемиологом.
В 1933 году окончил школу-семилетку в городе Иваново, после чего Сушкевич пошёл по стопам родителей и поступил сразу на четвёртый курс медицинского рабфака, чтобы угодить родителям. Сам он с детства интересовался творчеством, обучался в классе скрипки Ивановского музыкального техникума. В 1934 году окончил рабфак ради родителей и пошёл учиться в Ивановское химикотехнологическое училище, проучившись там около года. Сушкевич сумел полностью овладеть профессионализмом скрипки и уехал в Москву. Сменил много театров, снялся в более чем ста фильмах. Занимался также дубляжом и озвучиванием.
Скончался 9 июля 1991 года.

### Личная жизнь
Был дважды женат. Единственный сын Владимир погиб в 1989 году.
Есть внучка Евгения, родилась в 1983 году.

## Избранная фильмография
- 1937 — Юность поэта — Александр Горчаков
- 1940 — Случай в вулкане — репортёр
- 1941 — Морской ястреб — матрос Карпенко
- 1942 — Дорога к звёздам — Митя Елисеев, молодой композитор и лётчик-истребитель
- 1945 — Небесный тихоход — лётчик (нет в титрах)
- 1947 — Повесть о Неистовом — штурман Венцов
- 1948 — Повесть о настоящем человеке — Кукушкин
- 1957 — Рождённые бурей — капитан Врона
- 1967 — Майор Вихрь — комендант лагеря
- 1977 — Марка страны Гонделупы — Викентий Викторович
- 1979 — Маленькие трагедии — скрипач / монах
- 1990 — Рой — дед Алёшка Заварзин